# Stemma dell'Isola di Man
Lo stemma dell'Isola di Man (in mannese Armys Vannin), datato 12 luglio 1996, è lo stemma ufficiale dell'Isola di Man. Poiché ufficialmente l'isola è una dipendenza della corona inglese, ufficialmente lo stemma è chiamato stemma di sua maestà in diritto dell'Isola di Man.
Lo stemma consiste in uno scudo rosso con al centro il triscele, sostenuto ai lati da due uccelli: un falco pellegrino e un corvo. Lo scudo è sormontato da una corona e al disotto dello scudo e degli uccelli c'è un nastro bianco con la scritta nera QUOCUNQUE JECERIS STABIT che in latino significa "Dovunque l'avrai gettata (la triscele), starà in piedi".